# Szent Kereszt felmagasztalása templom (Kecsedszilvás)
A kecsedszilvási Szent Kereszt felmagasztalása fatemplom műemlékké nyilvánított épület Romániában, Kolozs megyében. A romániai műemlékek jegyzékében a  CJ-II-m-B-07740 sorszámon szerepel.